# Sean McClain
Michael Sean McClain (13 settembre 1975) è uno schermidore statunitense.

## Palmarès
In carriera ha conseguito i seguenti risultati:
- Giochi Panamericani:

Mar del Plata 1995: argento nel fioretto a squadre.